# Plankstadt

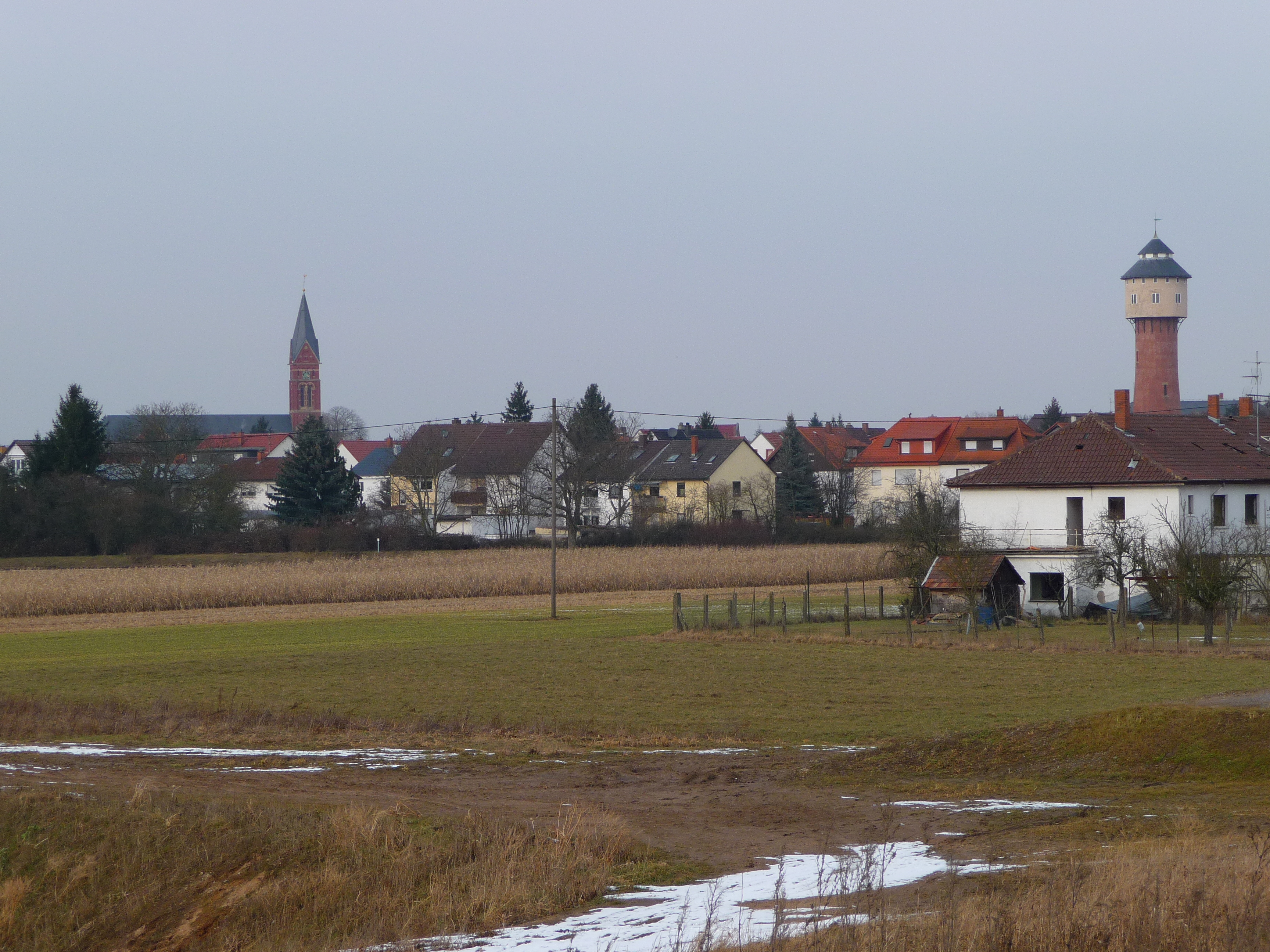
Blick auf Plankstadt von Südwesten

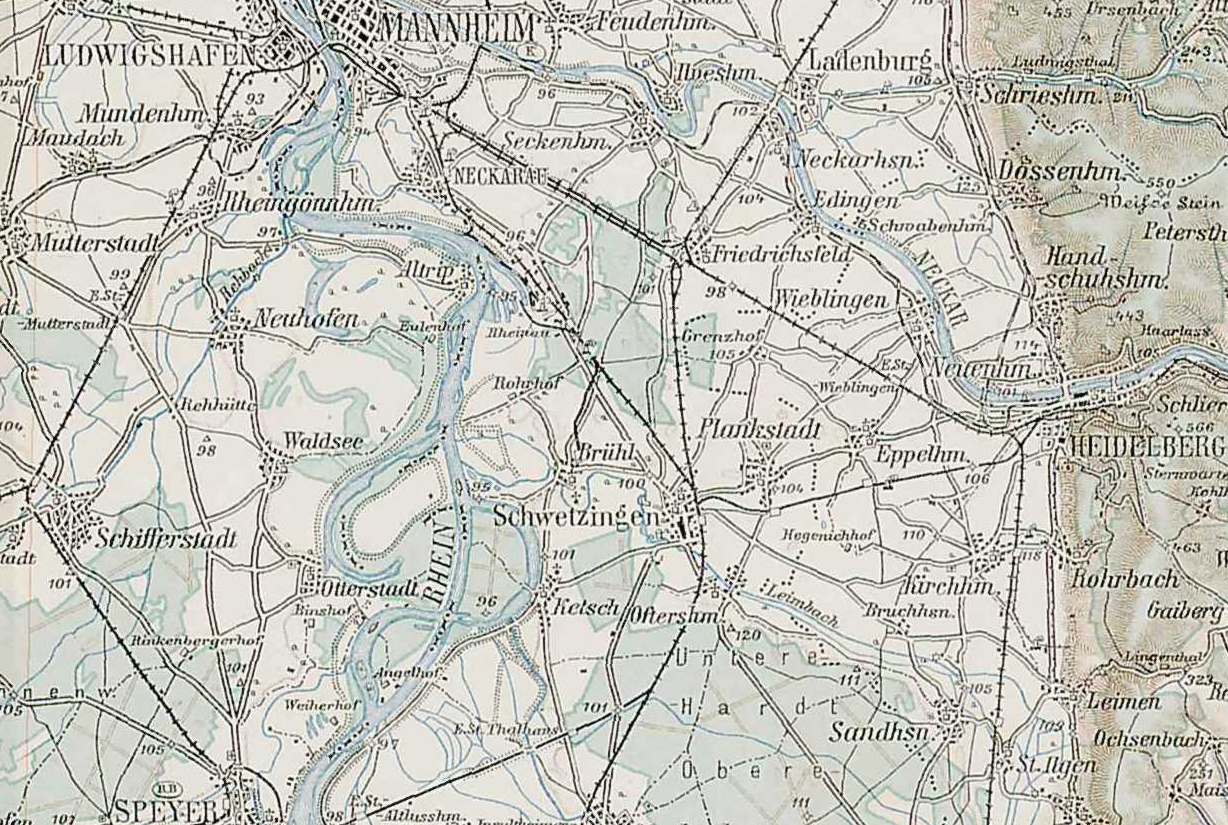
Plankstadt und Umgebung 1907

Plankstadt (ⓘ, kurpfälzisch: Plankschd) ist eine Gemeinde im Rhein-Neckar-Kreis im Nordwesten von Baden-Württemberg. Zur Gemeinde Plankstadt gehören außer dem gleichnamigen Dorf keine weiteren Ortschaften. Der rund 10.000 Einwohner zählende Ort wurde 771 erstmals erwähnt und gehörte jahrhundertelang zur Kurpfalz.

## Geographie

### Lage und Naturraum
Plankstadt liegt in der Metropolregion Rhein-Neckar in der Oberrheinischen Tiefebene auf dem südwestlichen Neckarschwemmkegel auf einer fast ebenen Gemarkung ohne größere Erhebungen. Aufgrund des fruchtbaren Bodens wurde der letzte Wald bereits zur Mitte des 19. Jahrhunderts gerodet, um das Land zu bewirtschaften.
Das Gemeindegebiet erstreckt sich über 839 Hektar. Davon sind 29,4 Prozent Siedlungs- und Verkehrsfläche und 70,2 Prozent werden landwirtschaftlich genutzt.

### Nachbargemeinden
Direkt angrenzende Nachbargemeinden sind Schwetzingen im Westen, Heidelberg mit der Gemarkung Grenzhof im Norden, Eppelheim im Osten, nochmals Heidelberg mit Patrick-Henry-Village im Südosten und Oftersheim im Süden. Für ca. 200 m gibt es auch eine gemeinsame Grenze mit Mannheim am Dossenwald in Richtung des Stadtteils Friedrichsfeld im Nordwesten.

## Geschichte
Eine erste Siedlung wird für die Zeit um 500 n. Chr. vermutet. Die erste urkundliche Erwähnung stammt aus dem Jahre 771 im Lorscher Codex unter der Bezeichnung Blanckenstat.  Im Codex sind zahlreiche weitere Urkunden über Schenkungen in Plankstadter Gemarkung an das Kloster Lorsch aufgeführt. Die nächsten schriftlichen Belege stammen aus dem 13. Jahrhundert. Für das Jahr 1256 wird der Pfalzgraf als Besitzer des Dorfes vermerkt. Drei Jahre später, 1259 ging der Grundbesitz durch Geschenk des Wormser Bischofs Eberhard I. mehrheitlich an das Zisterzienser-Kloster Schönau über. Die Mönche versuchten die Bewohner umzusiedeln und ein isoliertes Klostergut zu errichten, scheiterten aber am jahrelangen Widerstand der Bevölkerung. 1296 wurde die Gemeinde Plankstadt gebildet und gelangte wieder zur Kurpfalz, in der sie zur Kirchheimer Zent gehörte.
1462 wurde das Dorf im Zuge der Schlacht bei Seckenheim, einem kriegerischen Ereignis im Rahmen der Mainzer Stiftsfehde, niedergebrannt. Auch der Dreißigjährige Krieg und andere Auseinandersetzungen hinterließen ihre Spuren in der Gemeinde. Für die nächste Zerstörung trug der französische Feldherr und General Mélac die Verantwortung. Im Pfälzer Erbfolgekrieg fiel 1689 ein Großteil der Region, darunter das Heidelberger Schloss seinen Truppen zum Opfer. 1803 wurde die Kurpfalz aufgelöst und Plankstadt gelangte zu Baden, wo es dem Amt Schwetzingen zugeordnet wurde. 1924 erfolgte die Einteilung zum Amtsbezirk Mannheim, dem späteren Landkreis Mannheim.
1895 vernichtete ein Brand einen halben Straßenzug. Noch größer war die Brandkatastrophe fünf Jahre später, der mehr als 60 Gebäude in drei Straßen zum Opfer fielen. Das Geschehen erregte landesweite Aufmerksamkeit. Innenminister August Eisenlohr besichtigte die Brandstätte und Großherzog Friedrich spendete für das Hilfskomitee für die Brandgeschädigten.
Politisch war seit der Reichsgründung 1871 rasch das Zentrum die stärkste Strömung in Plankstadt. Es konnte seine Vormachtstellung bis zum Ende der Weimarer Republik behaupten. Bei der Reichstagswahl 1933 erhielt das Zentrum 36,3 Prozent, die NSDAP 35,7 Prozent und die KPD 16,9 Prozent der Stimmen.
Nach dem Zweiten Weltkrieg nahm die Gemeinde mehr als 1000 Heimatvertriebene auf. Im Jahr 1971 konnte Plankstadt sein 1200-jähriges Jubiläum feiern. Als bei der Kreisreform 1973 der Landkreis Mannheim aufgelöst wurde, wurde Plankstadt in den Rhein-Neckar-Kreis integriert. Bei der parallel durchgeführten Gebietsreform gab es zunächst Pläne, eine große Verwaltungseinheit mit Schwetzingen, Brühl, Ketsch, Oftersheim und Plankstadt zu bilden. Nachdem dies verworfen worden war, sollten Oftersheim und Plankstadt nach Schwetzingen eingemeindet werden. Letztlich konnte Plankstadt aber seine Selbständigkeit behaupten.

### Einwohnerstatistik
| Jahr      | 1439 | 1577 | 1777 | 1834  | 1875  | 1905  | 1925  | 1950  | 1961  | 1967  | 1970  | 1980  | 1991  | 1995  | 2000  | 2005  | 2010  | 2015   | 2020   |
| --------- | ---- | ---- | ---- | ----- | ----- | ----- | ----- | ----- | ----- | ----- | ----- | ----- | ----- | ----- | ----- | ----- | ----- | ------ | ------ |
| Einwohner | 125  | 220  | 380  | 1.123 | 2.532 | 2.766 | 5.303 | 7.294 | 7.905 | 8.784 | 9.050 | 8.977 | 9.652 | 9.744 | 9.599 | 9.548 | 9.685 | 10.176 | 10.362 |

### Konfessionsstatistik
Mit Stand 31. Dezember 2003 waren von den 9.288 Einwohnern 37,4 % (3.476) evangelisch, 40,6 % (3.769) der Einwohner römisch-katholisch und 22,0 % gehören entweder einer anderen Religion an oder sind konfessionslos. Die Zahl der Protestanten und vor allem die der Katholiken ist seitdem gesunken.
Gemäß dem Zensus 2011 waren  34,7 % der Einwohner evangelisch, 36,1 %  römisch-katholisch und 29,2 % waren konfessionslos, gehörten einer anderen Glaubensgemeinschaft an oder machten keine Angabe.

## Politik

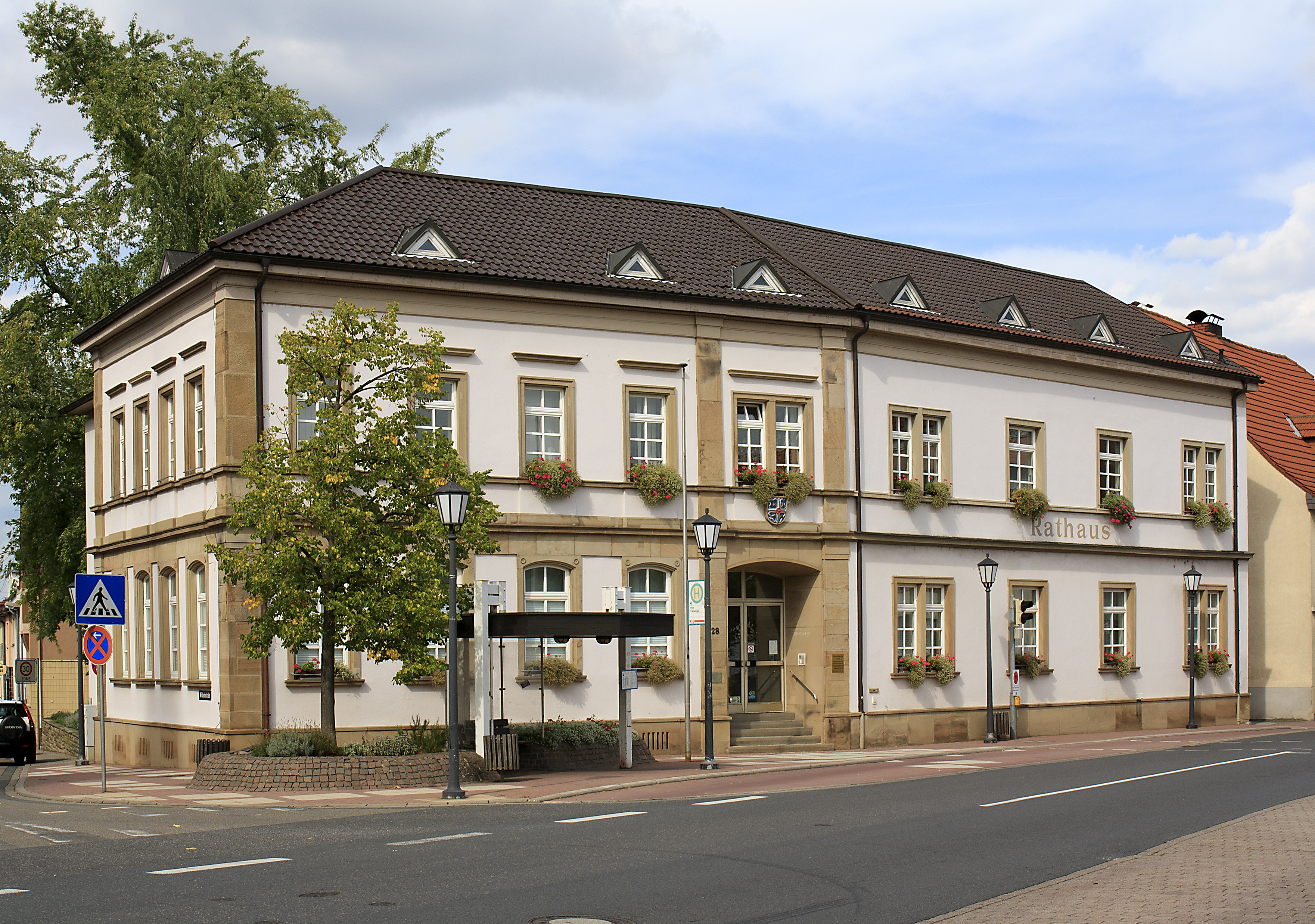
Das Rathaus von Plankstadt

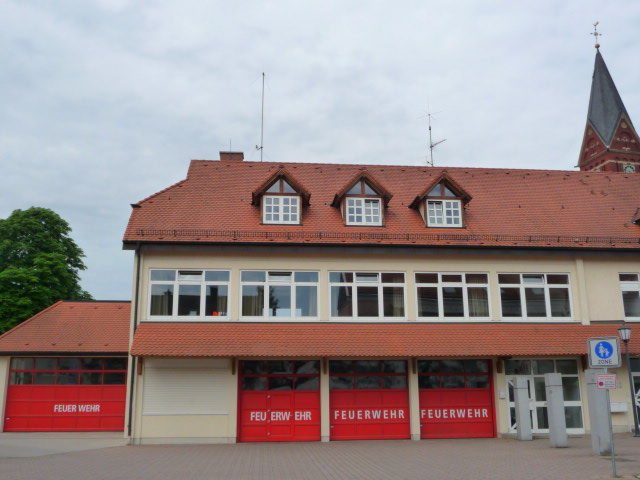
Freiwillige Feuerwehr im Gemeindezentrum am Marktplatz

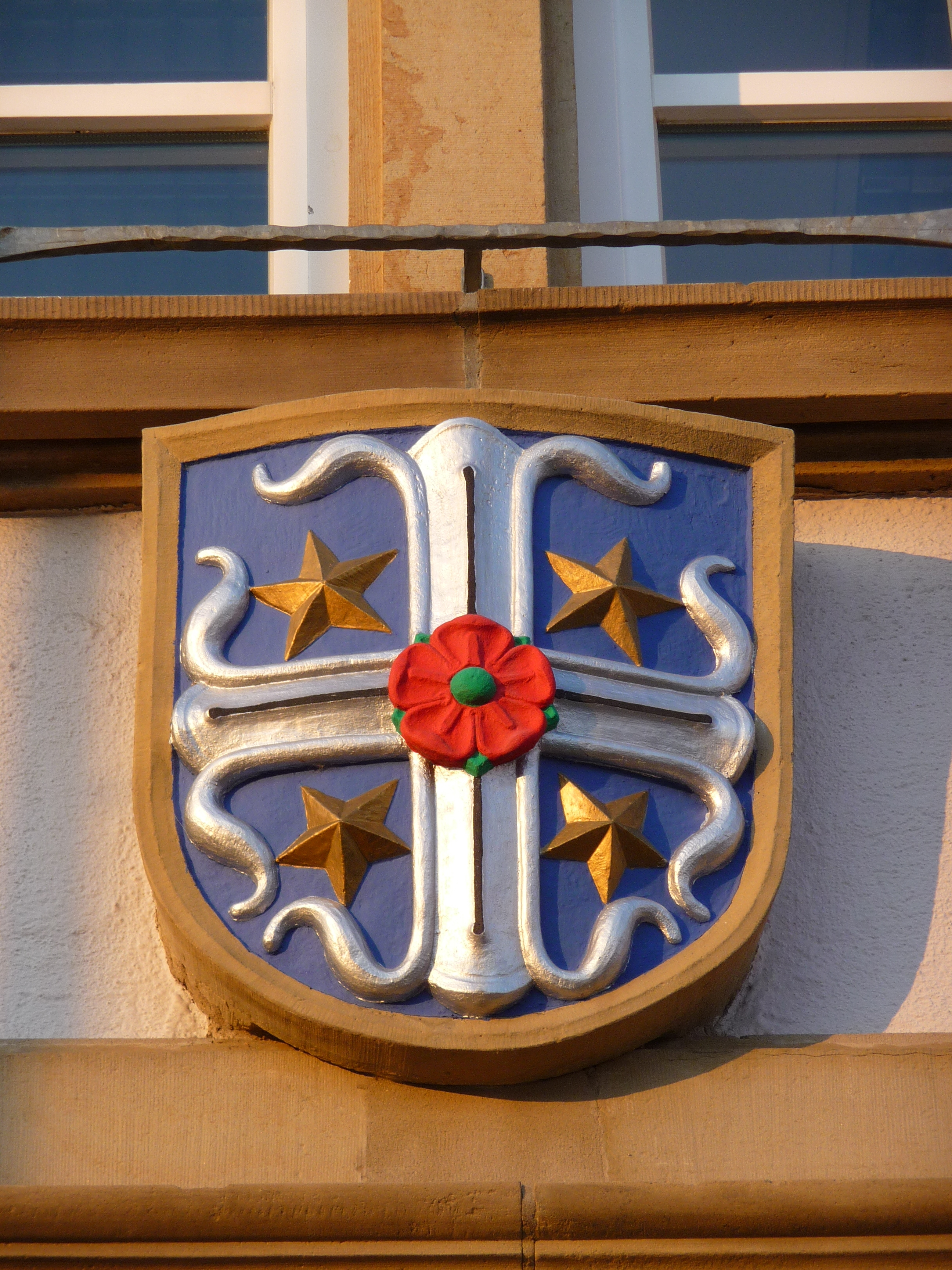
Gemeindewappen am Rathaus (über Haupteingang)

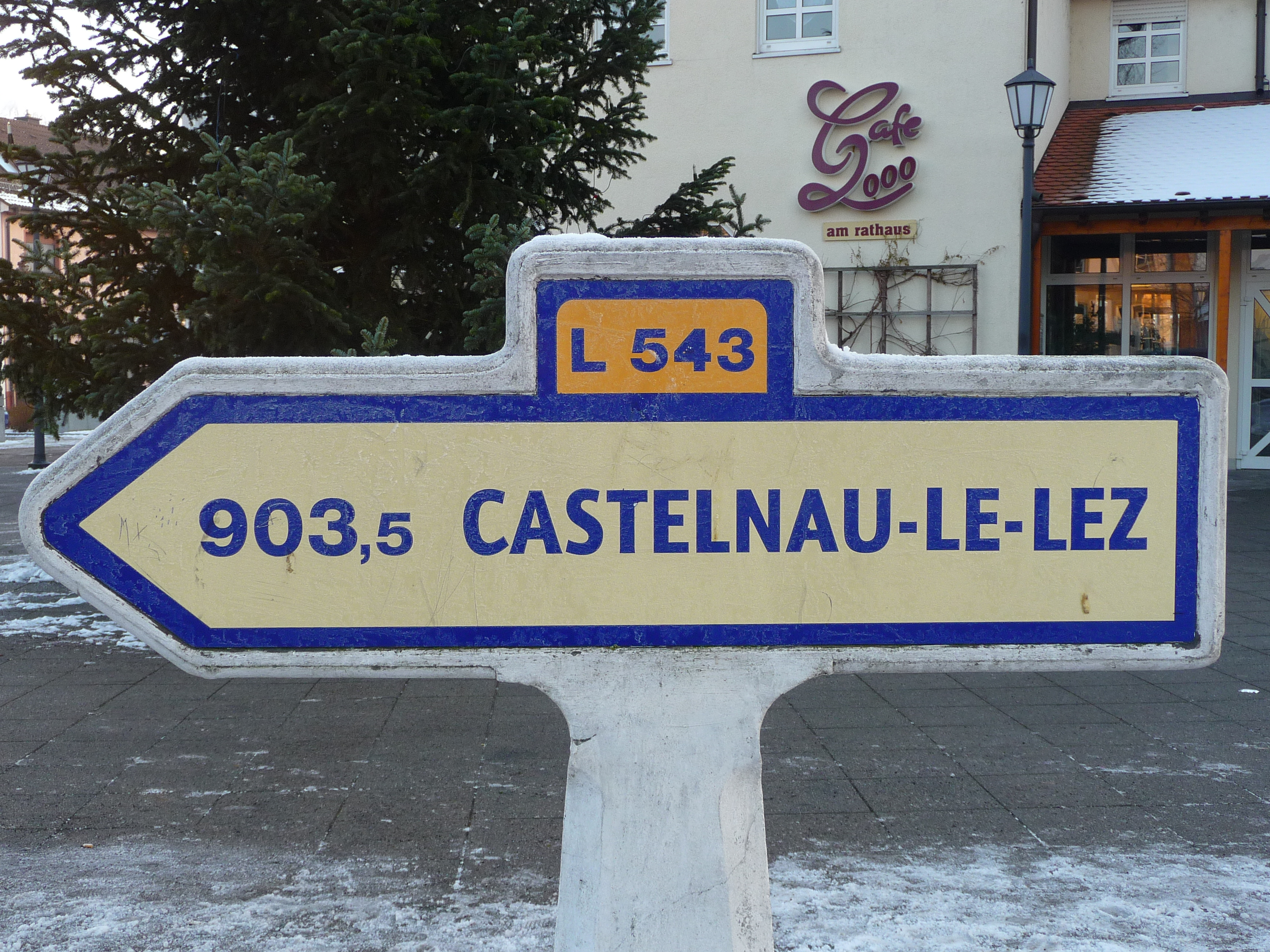
Wegweiser auf dem Marktplatz

### Nachbarschaftsverband
Plankstadt gehört dem Nachbarschaftsverband Heidelberg-Mannheim an, der für die Erstellung des regionalen Flächennutzungsplans zuständig ist.

### Gemeinderat
Der Gemeinderat in Plankstadt besteht aus den 22 gewählten ehrenamtlichen Gemeinderäten und dem Bürgermeister als Vorsitzendem. Der Bürgermeister ist im Gemeinderat stimmberechtigt.
Die Kommunalwahl am 9. Juni 2024 führte zu folgendem Ergebnis:
| Parteien und Wählergemeinschaften | Parteien und Wählergemeinschaften           | % 2024  | Sitze 2024 | % 2019 | Sitze 2019 | Kommunalwahl 2024 %50403020100 45,16 %30,22 %16,14 %8,48 % PLCDUGLPSPDGewinne und Verlusteim Vergleich zu 2019 %p 10 8 6 4 2 0 −2 −4 −6+9,76 %p−0,28 %p−1,86 %p−5,62 %pPLCDUGLPSPD |
| PL                                | Plankstadter Liste e. V.                    | 45,16   | 10         | 35,4   | 8          | Kommunalwahl 2024 %50403020100 45,16 %30,22 %16,14 %8,48 % PLCDUGLPSPDGewinne und Verlusteim Vergleich zu 2019 %p 10 8 6 4 2 0 −2 −4 −6+9,76 %p−0,28 %p−1,86 %p−5,62 %pPLCDUGLPSPD |
| CDU                               | Christlich Demokratische Union Deutschlands | 30,22   | 7          | 30,5   | 7          | Kommunalwahl 2024 %50403020100 45,16 %30,22 %16,14 %8,48 % PLCDUGLPSPDGewinne und Verlusteim Vergleich zu 2019 %p 10 8 6 4 2 0 −2 −4 −6+9,76 %p−0,28 %p−1,86 %p−5,62 %pPLCDUGLPSPD |
| GLP                               | Grüne Liste Plankstadt                      | 16,14   | 3          | 18,0   | 4          | Kommunalwahl 2024 %50403020100 45,16 %30,22 %16,14 %8,48 % PLCDUGLPSPDGewinne und Verlusteim Vergleich zu 2019 %p 10 8 6 4 2 0 −2 −4 −6+9,76 %p−0,28 %p−1,86 %p−5,62 %pPLCDUGLPSPD |
| SPD                               | Sozialdemokratische Partei Deutschlands     | 8,48    | 2          | 14,1   | 3          | Kommunalwahl 2024 %50403020100 45,16 %30,22 %16,14 %8,48 % PLCDUGLPSPDGewinne und Verlusteim Vergleich zu 2019 %p 10 8 6 4 2 0 −2 −4 −6+9,76 %p−0,28 %p−1,86 %p−5,62 %pPLCDUGLPSPD |
| gesamt                            | gesamt                                      | 100,0   | 22         | 100,0  | 22         | Kommunalwahl 2024 %50403020100 45,16 %30,22 %16,14 %8,48 % PLCDUGLPSPDGewinne und Verlusteim Vergleich zu 2019 %p 10 8 6 4 2 0 −2 −4 −6+9,76 %p−0,28 %p−1,86 %p−5,62 %pPLCDUGLPSPD |
| Wahlbeteiligung                   | Wahlbeteiligung                             | 65,35 % | 65,35 %    | 63,8 % | 63,8 %     | Kommunalwahl 2024 %50403020100 45,16 %30,22 %16,14 %8,48 % PLCDUGLPSPDGewinne und Verlusteim Vergleich zu 2019 %p 10 8 6 4 2 0 −2 −4 −6+9,76 %p−0,28 %p−1,86 %p−5,62 %pPLCDUGLPSPD |

Seit Juni 2021 gibt es in Plankstadt zudem einen Jugendbeirat.

### Bürgermeister
Der Bürgermeister wird in direkter Wahl für eine Amtszeit von acht Jahren gewählt. Seit dem 1. Oktober 2016 ist Nils Drescher Bürgermeister von Plankstadt.
Bisherige Amtsinhaber:
- 1894–1901: Friedrich Treiber
- 1901–1918: Peter Helmling
- 1919–1928: Ludwig Ahlheim
- 1928–1933: Peter Helmling
- 1933–1945: Valentin Treiber
- 1945–1946: Georg Gerlach (kommissarisch)
- 1946–1948: Karl Eberwein
- 1948–1966: Georg Baust
- 1966–1992: Werner Weick
- 1992–2008: Wolfgang Huckele
- 2008–2016: Jürgen Schmitt
- seit 1. Oktober 2016: Nils Drescher

### Wappen
Die Blasonierung des Wappens lautet: In Blau ein glevenbesetztes silbernes Kreuz, belegt mit einer grünbesamten roten Rose mit grünen Kelchblättern, bewinkelt von vier fünfstrahligen goldenen Sternen.
Aus dem Jahre 1487 stammt der erste urkundliche Nachweis eines Gerichtssiegels aus dem sich das spätere Gemeindewappen ableitet, das 1896 vom badischen Generallandesarchiv vergeben wurde. Eine Bedeutung des Bildes ist nicht bekannt.
Die Flagge ist Weiß-Blau und wurde 1959 vom Innenministerium verliehen. Die Farben nehmen Bezug auf die kurpfälzisch-wittelsbachischen Farben.

### Gemeindepartnerschaften
Seit 1981 besteht eine Partnerschaft zu Castelnau-le-Lez im Département Hérault (Frankreich). 2023 kam das italienische Argenta in der Emilia-Romagna hinzu.

## Kultur und Sehenswürdigkeiten

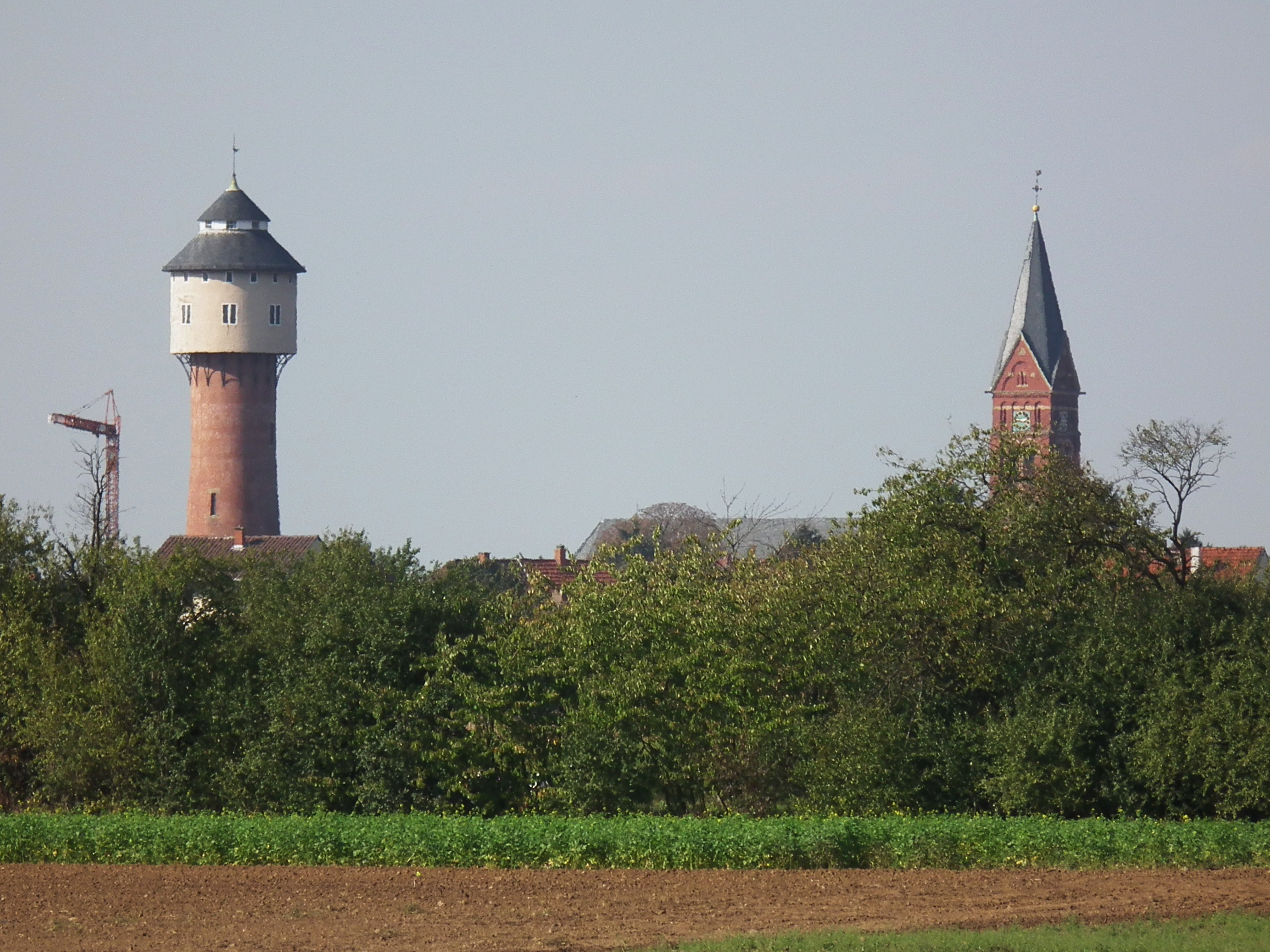
Wasserturm und katholische Kirche

### Museen
Plankstadt verfügt über ein Heimatmuseum.

### Sehenswürdigkeiten

#### Wasserturm
Als Wahrzeichen der Gemeinde gilt der 1907 in Betrieb gegangene Wasserturm. Er diente bis 1981 der Wasserversorgung des Ortes, heute steht er unter Denkmalschutz. Nach einer 2014 abgeschlossenen Sanierung finden im Erdgeschoss in unregelmäßigen Abständen Kulturveranstaltungen statt.

#### Vogelpark

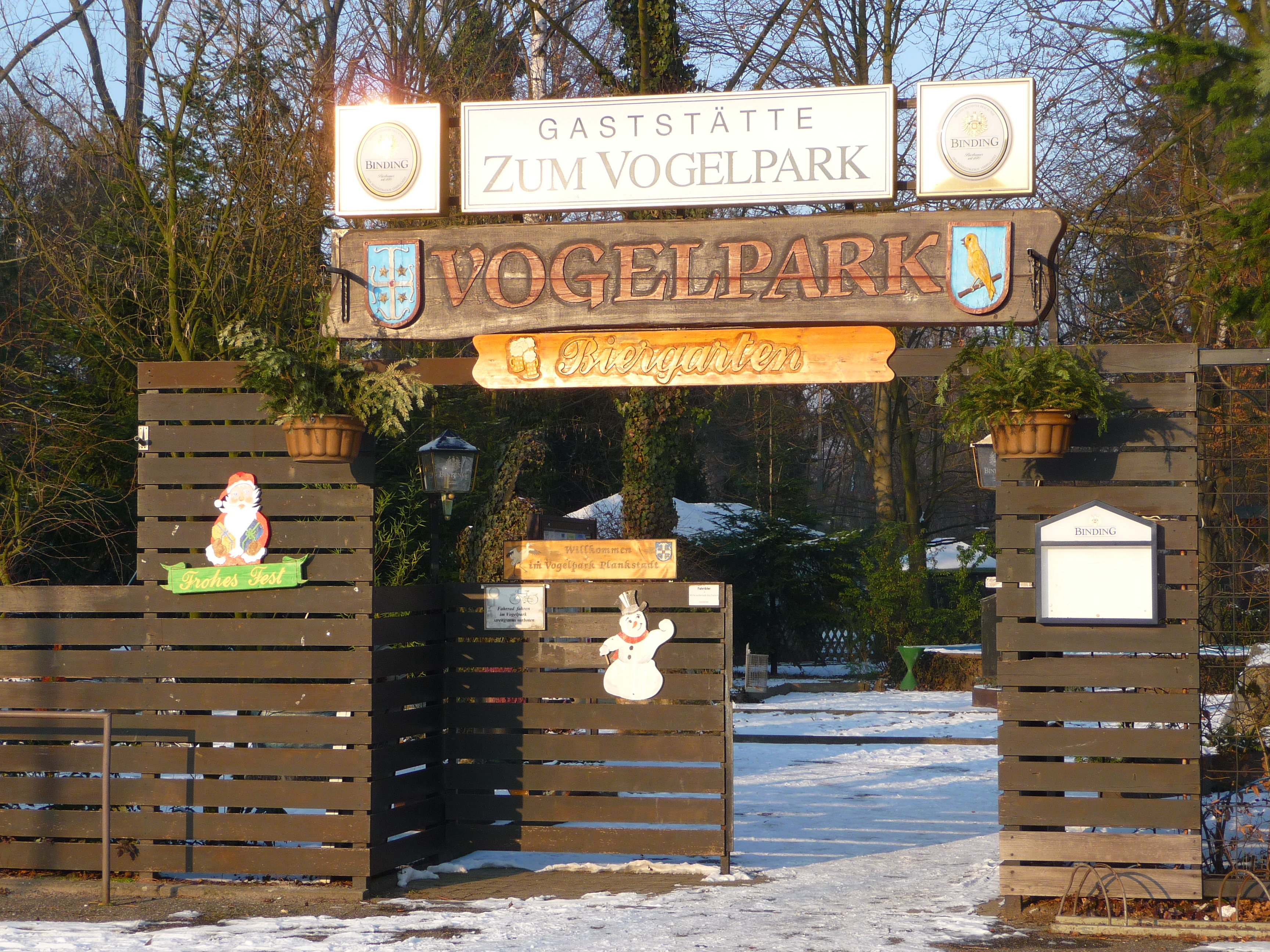
Eingang zum Vogelpark

Der Vogelpark zeigt seit 1967 exotische und einheimische Vogelarten in Gehegen: neben dem einheimischen Uhu, dem Weißstorch und Austernfischern gehören beispielsweise zahlreiche Papageienarten, Kanarienvögel und der Goldfasan zu den Bewohnern des Parks.
Die Pflege und Unterhaltung des Parkes und seiner etwa 300 Bewohner obliegt dem Kanarien-, Exoten- und Vogelschutzverein 1961 Plankstadt. Der Eintritt ist frei, um Spenden für die Erhaltung des Parks und das Futter wird gebeten. Außerdem wird der Park durch den Verkauf von Nachzuchten teilfinanziert.

#### Baum- und Strauchlehrpfad
Im Jahre 1989 wurde ein Baum- und Strauchlehrpfad eingerichtet, der sich von der Gaststätte der Kleintierzüchter aus in nördlicher Richtung erstreckt. Er wurde seither kontinuierlich verlängert, so wird unter anderem jedes Jahr ein Exemplar des jeweiligen Baum des Jahres hinzugefügt. Mit Stand 2015 umfasst er insgesamt 52 Exemplare auf einer Länge von 450 Metern.

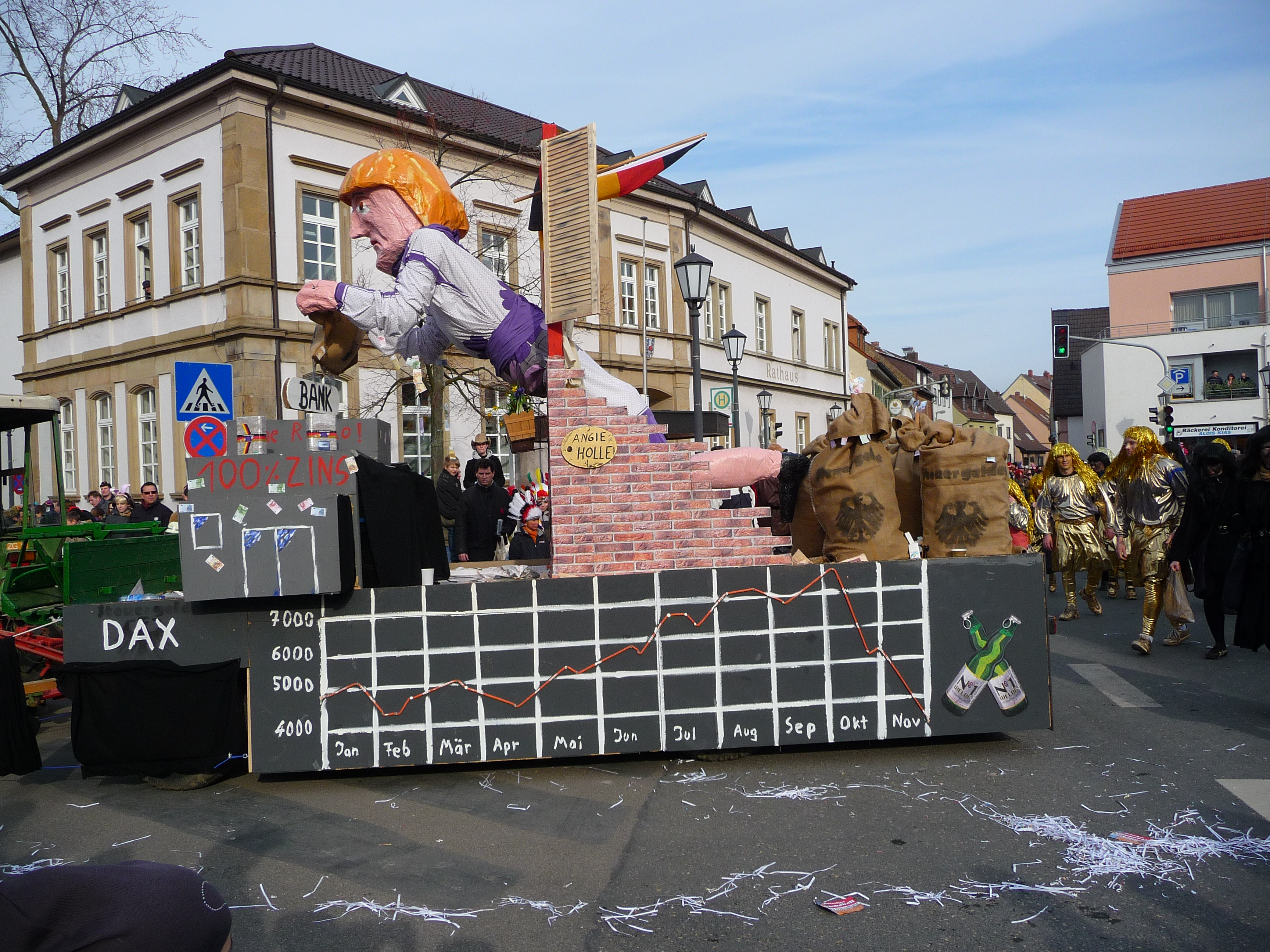
Motivwagen der Landjugend Schwetzingen beim Backenbläserumzug am 15. Februar 2009

### Regelmäßige Veranstaltungen
Plankstadts Backenbläser-Fastnachtsumzug findet traditionell schon am Sonntag vor Fastnacht statt, wodurch auch viele Gruppen aus den Nachbargemeinden teilnehmen und sich auf ihre eigenen Umzüge einstimmen können, die zumeist neun Tage später am Fastnachtsdienstag stattfinden.

### Freizeit
Der größte Verein Plankstadts ist die TSG Eintracht Plankstadt. Er besteht aus Abteilungen für Turnen, Leichtathletik, Badminton, Fußball, Handball, Karate und Tischtennis.
Der Musikverein Plankstadt, der besser als BigBand MV Plankstadt bekannt ist, betreibt ein Programm von Tanzmusik bis zur BigBand-Musik.
Der Heimat- und Kulturkreis Plankstadt setzt sich für Erhalt und Pflege der einheimischen Kultur ein.
Außerdem gibt es in der Nähe der Weldebräu einen Dirt-Park, eine Strecke für Dirt Bikes, Mountainbikes und BMX-Fahrräder. Daneben existiert ein Streetpark, speziell für BMX-Räder. Hinter der Weldebrauerei liegt versteckt ein Jugendtreff, der von Dienstag bis Freitag geöffnet ist.
Der Sportverein Frei-Holz Plankstadt war in den 90er Jahren Sieger im Weltpokal im Kegeln.

## Wirtschaft und Infrastruktur

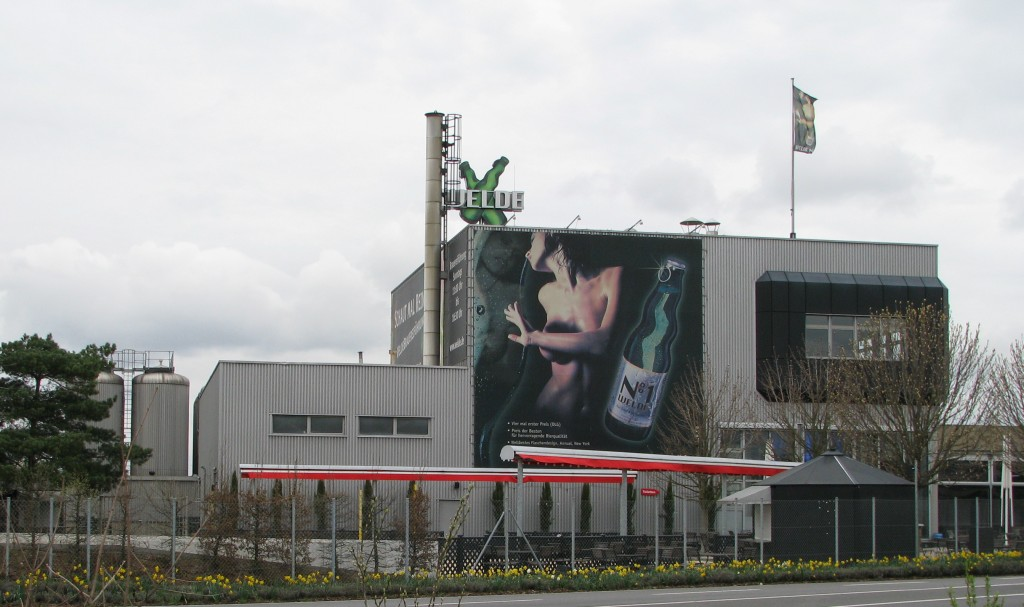
Weldebräu

### Wirtschaft
Auf der Gemarkung Plankstadt sowie den Gemarkungen umliegender Gemeinden befand sich bis zu Beginn des Jahrtausends Deutschlands einziges größeres Anbaugebiet für Tabak. Die Bauernhöfe in Plankstadt und Umgebung fallen durch eine oder mehrere charakteristische Scheunenbauten auf, die früher zur Tabaktrocknung genutzt werden. In Plankstadt und umliegenden Gemeinden finden sich außerdem vereinzelt noch aktive Ackerbürger-Anwesen mit alten Tabaktrocknungsscheunen. Der Tabakanbau wurde infolge der geänderten EU-Förderrichtlinien (Wegfall der Subventionen) eingestellt. Die freiwerdenden Ackerflächen dienen jetzt vermehrt dem Anbau von Getreide und Hackfrüchten bzw. Sonderkulturen wie Mais und Spargel.
Der größte Arbeitgeber in Plankstadt ist mit ca. 320 Mitarbeitern (2021) Corden Pharma GmbH. Das Unternehmen ist seit 1972 in Plankstadt ansässig, zunächst als deutsche Niederlassung des britischen Chemie- und Pharmakonzerns ICI (ab 1993 Zeneca, ab 1998 AstraZeneca) und seit dem Verkauf des Standorts 2008 an die Chemie- und Pharma-Holding ICIG als markenunabhängiger Anbieter für pharmazeutische Entwicklungs-, Herstellungs- und Verpackungsdienstleistungen. Ein größerer Betrieb ist die 1752 in Schwetzingen gegründete Privatbrauerei Weldebräu, die sich nach Erschließung einer neuen Grundwasserquelle im so genannten zweiten Grundwasserleiter seit 1971 in Plankstadt an der Gemarkungsgrenze zu Schwetzingen befindet und in derzeit (2021) 8. Inhabergeneration die Familientradition weiterführt.

### Verkehr

#### Öffentlicher Verkehr
Im Zuge des Neubaus der Bahnstrecke Heidelberg–Speyer erhielt der Ort 1872/73 einen Bahnhof am Südrand der Gemeinde. Der Betrieb auf dieser Strecke wurde 1967 wieder eingestellt. Außerdem bestand seit 1927 eine Straßenbahnverbindung der HSB durch den Ortskern nach Heidelberg und Schwetzingen. Aber auch dieses Nahverkehrsmittel wurde 1974 stillgelegt. Nachfolgend verkehrten auf der Strecke zwischen Eppelheim und Schwetzingen die Buslinien 20 der HSB und 713 des BRN. Ein Wiederaufbau der Straßenbahn wurde in einem Bürgerentscheid 2014 abgelehnt.
Mit Stand Dezember 2021 wird Plankstadt von vier Buslinien erschlossen, drei davon werden von der SWEG bedient:
- Die Linie 713 trägt die Hauptlast, sie verkehrt auf der Relation der früheren Straßenbahn vom Schwetzinger Bahnhof zur heutigen Endstelle der Straßenbahn nach Heidelberg in Eppelheim und weiter zum S-Bahnhof Pfaffengrund/Wieblingen, regelmäßige Fahrten auch darüber hinaus nach Heidelberg ins Universitätsgelände Neuenheimer Feld.
- Die Linie 728 bietet einzelne Fahrten im Schülerverkehr von und zur Kurt-Waibel-Schule in Schwetzingen.
- Die Linie 730 verbindet das Gewerbegebiet mit dem Schwetzinger Bahnhof

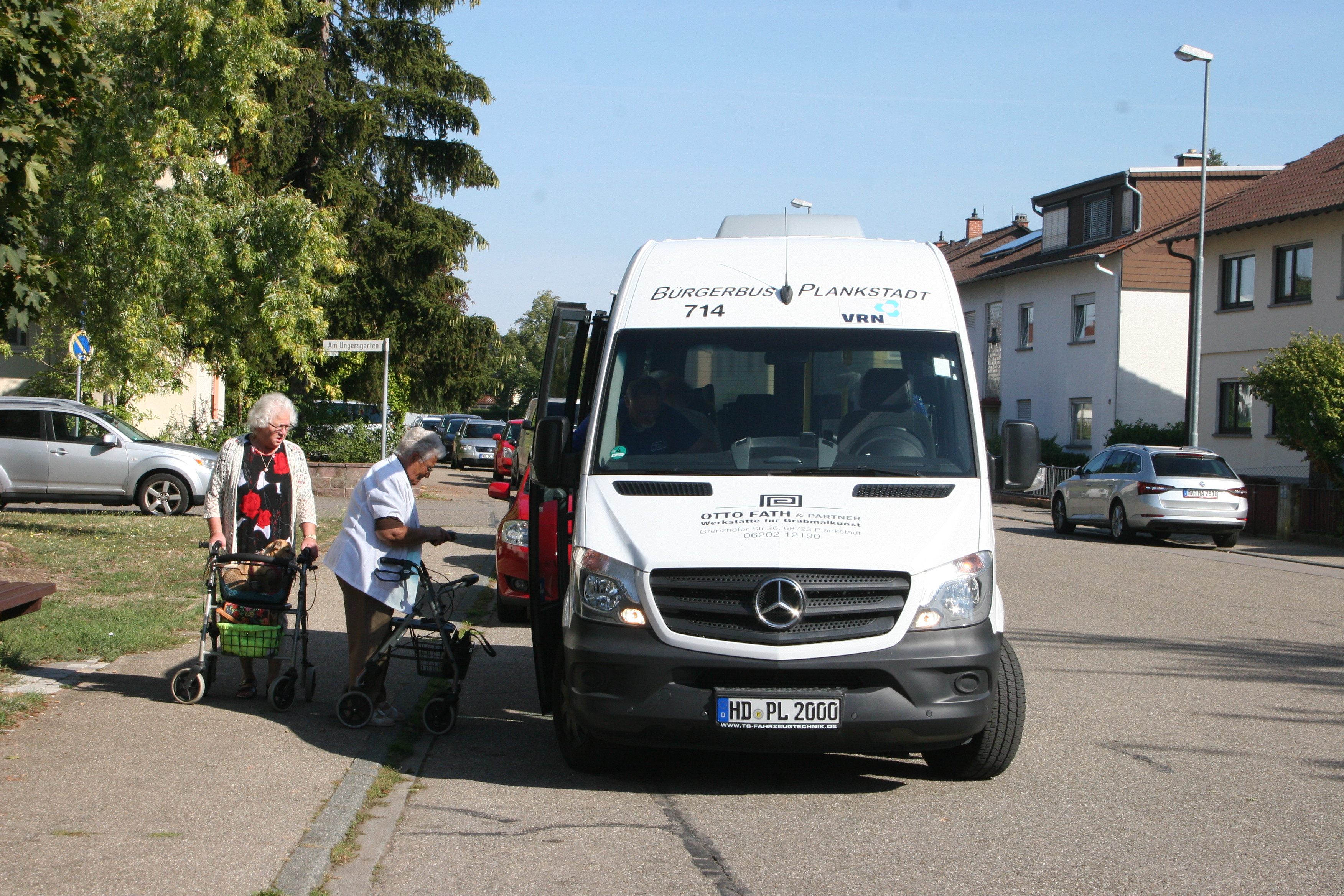
Bürgerbus 2017

Unabhängig davon verkehrt seit dem 21. März 2016 mit der 714 zudem eine Bürgerbuslinie, die den vom öffentlichen Nahverkehr nicht erschlossenen Nordwesten des Ortes anbindet.
Plankstadt gehört zum Tarifgebiet des Verkehrsverbunds Rhein-Neckar.

#### Straßen
Die südliche Ortsumgehung Bundesstraße 535 wurde im Dezember 2010 fertiggestellt. Sie verbindet die nahegelegenen Autobahnen A 6 (Mannheim–Heilbronn) und A 5 (Frankfurt–Karlsruhe).

### Einrichtungen
Das Funkfeuer HDL ist eine der wenigen Sendeanlagen, die Holzmasten als Antennenträger nutzen.

### Medien
Über das Tagesgeschehen berichten die Schwetzinger Zeitung und die Rhein-Neckar-Zeitung.

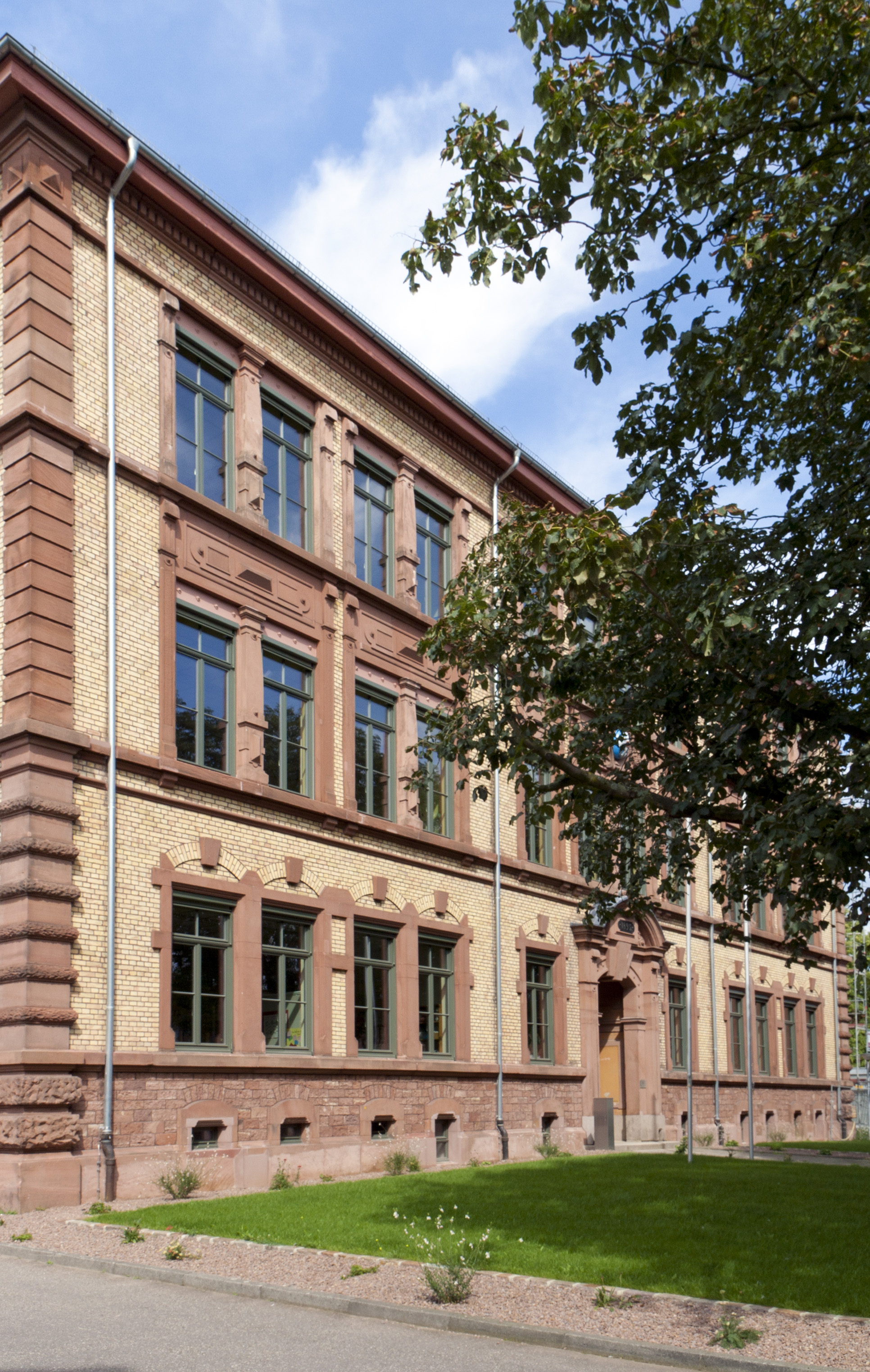
Friedrichschule

### Bildung
In Plankstadt gibt es mit der Friedrichschule und der Humboldtschule zwei Grundschulen. Weiterführende Schulen können in Schwetzingen und Eppelheim besucht werden. Die Gemeinde betreibt eine Bücherei.

## Persönlichkeiten

### Ehrenbürger
Die Jahreszahlen geben den Zeitpunkt der Verleihung der Ehrenbürgerwürde wieder.
- 1939: Paul Bönner, war der erste Arzt in der Gemeinde
- 1959: Josef Fleuchaus, war 40 Jahre lang Lehrer und 1919–1933 Gemeinderat in Plankstadt
- 1966: Georg Baust, war 18 Jahre Bürgermeister
- 1992: Werner Weick, war 26 Jahre Bürgermeister

### Söhne und Töchter der Gemeinde
- Peter Schäfer („Blumepeter“; 1875–1940), Mannheimer Original
- Valentin Gaa (1905–1985), Politiker der CDU, Bürgermeister von Schwetzingen und Landrat des Landkreises Mannheim
- Eugen Pfaff (1923–1997), Heimatforscher und Mundartdichter
- Meinrad Schaab (1928–2000), Historiker
- Lothar Gaa (1931–2022), Rechtsanwalt, Politiker der CDU, Landtagspräsident Baden-Württembergs (1980–1982)
- Fidelis Ruppert (* 1938), Benediktinermönch, Abt der Abtei Münsterschwarzach 1982–2006